# Mihael Bakoš
Mihael Bakoš mađarski: Bakos Mihály (Šalovci ili Sall, oko 1742. – Surd, 9. travnja, 1803.) bio je slovenski pisac, evangelički svećenik, zalski i šomodski dekan.
Rođen je u Šalovcima u Željeznoj županiji (ranije Mađarska, danas Slovenija). Njegovi su roditelji bili Ferenc Bakoš i Eva Abraham. Osnovnu školu pohađao je vjerojatno u susjedstvu mjesta Hodoša (Őrihodos).
Godine 1779. godine postaje svećenik u Somogyu, u Šurdu. U Somogyu veliki broj Slovenaca naseljava Prekmurje. Bakošev prethodnik bio je Štefan Küzmič, pisac koji je preveo preveo Novi zavjet na prekomurski jezik.
Godine 1791. godine Bakoš piše Krszcsánszke peszmene knige (Kršćanske pjesmarice) na prekomurskom jeziku. Knjigu nanovo izdaju Miháo Barla 1823. godine i Janoš Kardoš 1848. godine. 